# أليشا سينغ
أليشا سينغ (بالإنجليزية: Alisha Singh)‏ هي مصممة رقص وممثلة هندية، ولدت في 5 مايو 1991 في رانشي في الهند.

## وصلات خارجية
- أليشا سينغ على موقع IMDb (الإنجليزية)